# Balldale
Balldale é uma vila localizada no estado de Nova Gales do Sul, Austrália. Pertence ao Distrito Eleitoral de Murray, em questões eleitorais, e já pertenceu ao Condado de Corowa administrativamente, junto com outras vilas e cidades. Porém, o Condado de Corowa foi fundido com o Condado de Urana, em 2015, e agora Balldale é parte do Federation Council.
Existe uma estrada ligando Balldale a Wallbrundrie, de extensão total 4km.
O Posto de Correios de Balldale foi aberto em 1º de Junho de 1905.
Uma "Little Free Library" exite em Balldale, onde uma pequena coleção de itens doados é posta à disposição para empréstimo.

## Posto policial

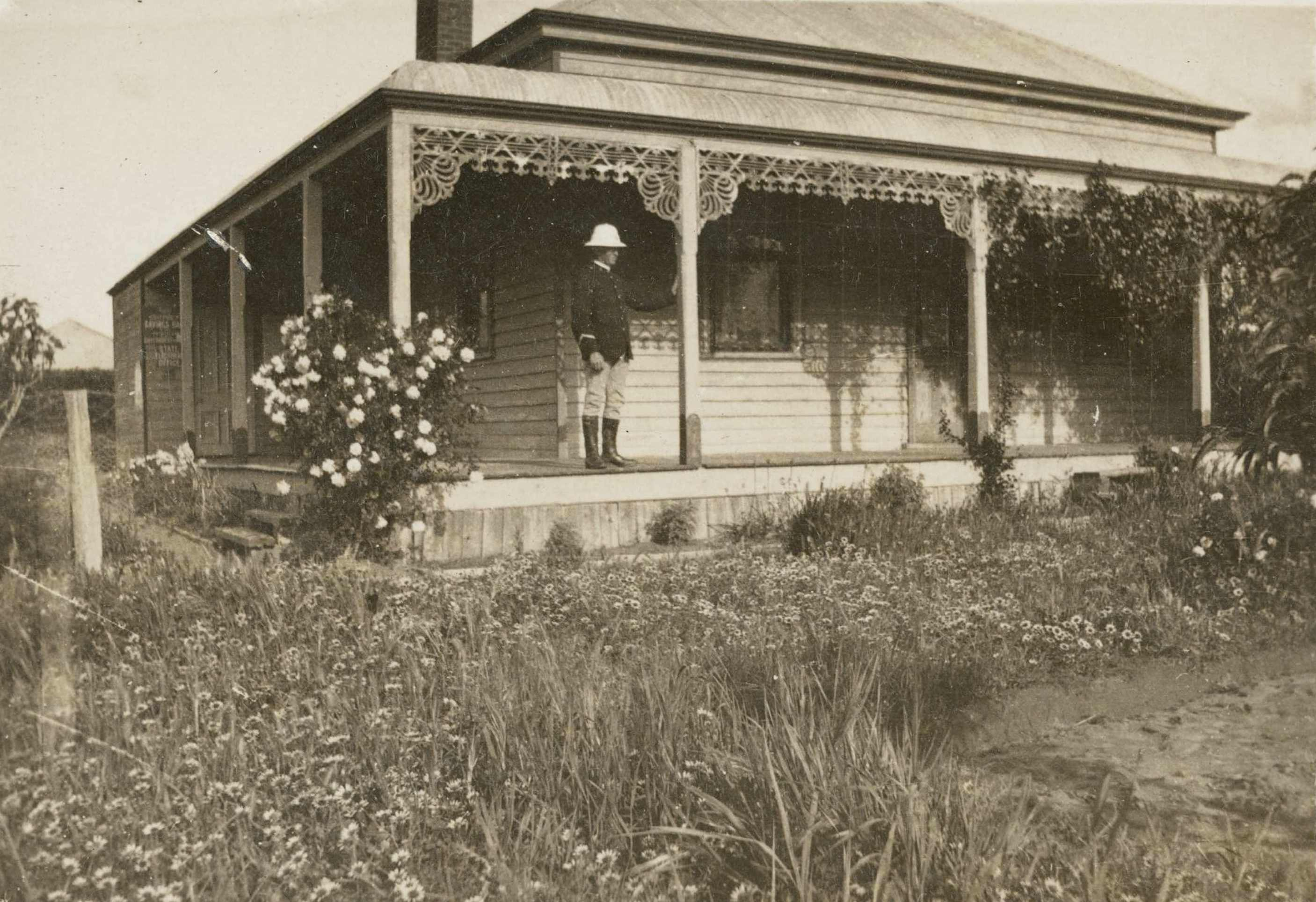
Posto policial em Balldale (c. 1920)

O Posto Policial foi inaugurado em 1912, com apenas um agente. Durante a Segunda Guerra Mundial, houve falta de pessoal, e por isso foi fechado, mas re-aberto em 1947 - entretanto, em 1974, o Posto Policial foi fechado definitivamente.

## Vegetação
- Rostratula australis, em pântanos;[10]
- Pilularia novae-hollandiae;[11]
- Lilaeopsis polyantha, a oeste, em margens de rios e lagos.[12]